# John Lamont (Politiker)

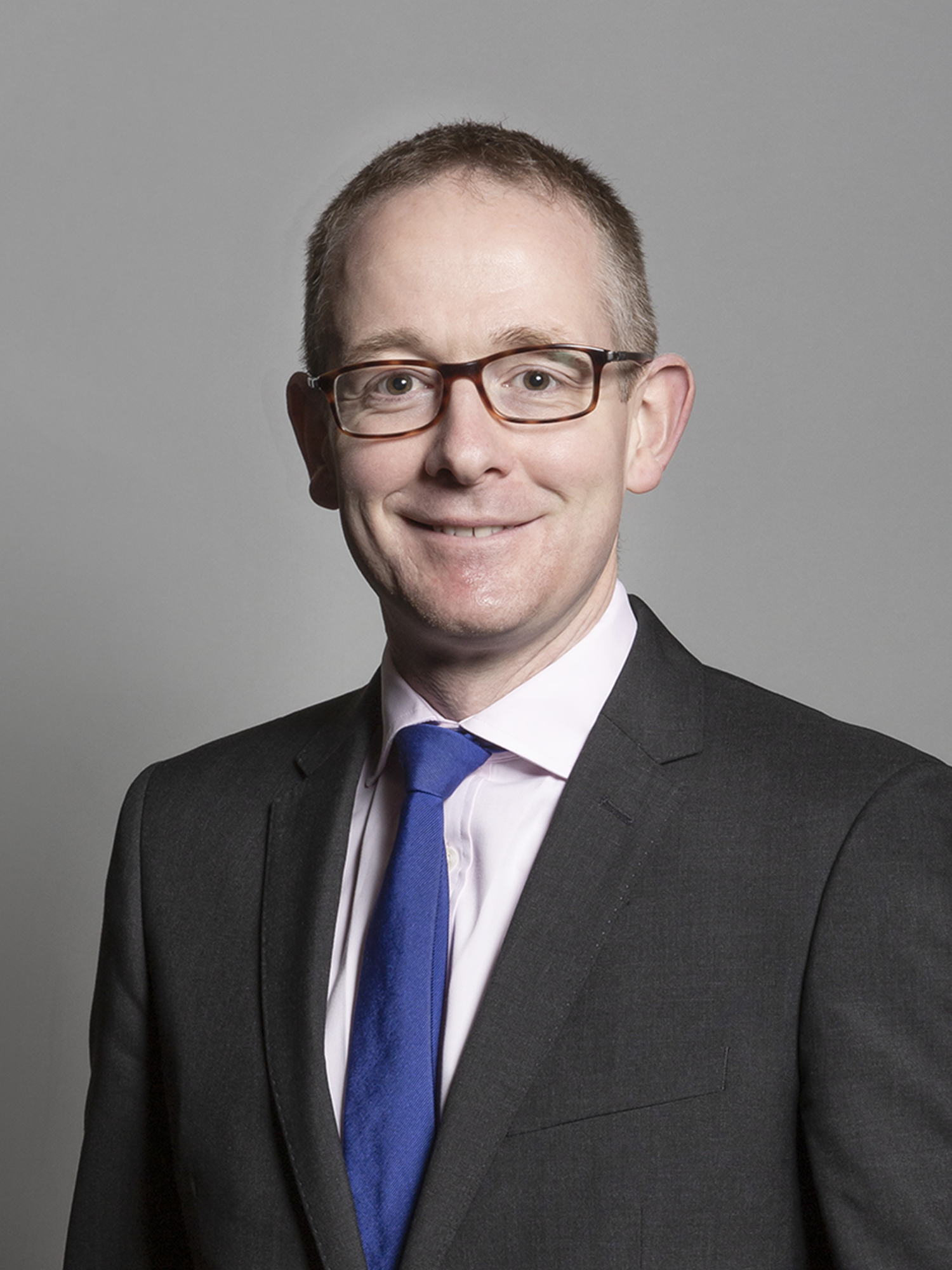
John Lamont

John Lamont (* 15. April 1976) ist ein schottischer Politiker und Mitglied der Conservative Party. John Lamont ist nicht zu verwechseln mit der zur selben Zeit aktiven schottischen Labour-Politikerin Johann Lamont.

## Politischer Werdegang
Erstmals trat Lamont bei den Britischen Unterhauswahlen 2005 zu Wahlen auf nationaler Ebene an. In seinem Wahlkreis Berwickshire, Roxburgh and Selkirk erhielt er den zweithöchsten Stimmenanteil hinter dem Liberaldemokraten Michael Moore und verpasste damit den Einzug in das Britische Unterhaus. Bei den Schottischen Parlamentswahlen 2007 bewarb er sich um das Direktmandat des Wahlkreises Roxburgh and Berwickshire. Lamont gewann die Wahlen vor dem Liberaldemokraten Euan Robson, der das Mandat seit 1999 innehatte. Im Vergleich zu den Unterhauswahlen 2005 konnte Lamont bei den Unterhauswahlen 2010 seinen Stimmenanteil im Wahlkreis Berwickshire, Roxburgh and Selkirk um rund 5 % erhöhen, verpasste jedoch ein weiteres Mal das Direktmandat. Im Rahmen der Wahlkreisreform 2011 wurde der schottische Parlamentswahlkreis Roxburgh and Berwickshire aufgelöst und weitgehend durch den neugeschaffenen Wahlkreis Ettrick, Roxburgh and Berwickshire ersetzt. In diesem trat Lamont zu den Parlamentswahlen 2011 an und errang das Direktmandat vor dem SNP-Kandidaten Paul Wheelhouse. Nach der Wahl wurde Lamont zum Einpeitscher der Konservativenfraktion im Parlament ernannt.
Nachdem Lamont bei den Unterhauswahlen 2015 das Mandat für Berwickshire, Roxburgh and Selkirk verpasste, gelang es im schließlich bei den vorgezogenen Unterhauswahlen 2017 in seinem Heimatwahlkreis die Stimmmehrheit zu erlangen und damit einen Sitz im britischen Unterhaus zu erreichen. Mit einem Stimmzuwachs von 17,9 % setzte er sich gegen den amtierenden SNP-Politiker Calum Kerr durch.